# Genova per noi/Vicoli
Genova per noi/Vicoli è un singolo discografico di Bruno Lauzi, pubblicato nel 1975.

## Descrizione
Genova per noj è arrangiato da Guido Podestà; il brano sul lato 2, Vicoli, è arrangiato da Ruggero Cini.
Entrambi i brani sono contenuti nell'album Genova per noi, pubblicato un mese dopo.

## Tracce
Lato A
1. Genova per noi (Paolo Conte; edizioni musicali RCA)

Lato B
1. Vicoli (Bruno Lauzi; edizioni musicali RCA)